# Граф Карнарвон
Граф Карнарвон (англ. Earl of Carnarvon) — титул в системе Пэрства Великобритании, созданный три раза в британской истории. Нынешний (с 2001 года) носитель титула — Джордж Герберт, 8-й граф Карнарвон (род. 1956). Город Карнарвон и графство Карнарвоншир находятся в Уэльсе.
Впервые титул графа Карнарвона (пэрство Англии) был создан в 1628 году для Роберта Дормера, 2-го барона Дормера (1610—1643). Ему наследовал старший сын Джон Дормер, 2-й граф Карнарвон и 3-й барон Дормер (1632—1709). Он был дважды женат, но его единственный сын Чарльз скончался при жизни отца. После смерти 2-го графа Карнарвона титул пресёкся.
В 1714 году титул графа Карнарвона (пэрство Великобритании) был вторично создан для Джеймса Бриджеса, 9-го барона Чандоса (1673—1744). В 1719 году он получил титулы маркиза Карнарвона и герцога Чандоса. В 1789 году после смерти его внука, Джеймса Бриджеса, 3-го герцога Чандоса и 3-го графа Карнарвона (1731—1789), титул вновь прервался.
В 1793 году титул графа Карнарвона (пэрство Великобритании) был в третий раз воссоздан для Генри Герберта, 1-го барона Порчестера (1741—1811). Он заседал в Палате общин Великобритании от Уилтона (1768—1780) и занимал должность шталмейстера (1806—1807). В 1780 году он получил титул барона Порчестера из Хайклера в графстве Саутгемптон (пэрство Великобритании). Генри Герберт был сыном генерал-майора Уильяма Герберта (1696—1757), пятого сына Томаса Герберта, 8-го графа Пембрука. Ему наследовал в 1811 году старший сын Генри Джордж Герберт, 2-й граф Карнарвон (1772—1833). Он дважды заседал в Палате общин от Криклейда (1794—1801, 1801—1811).

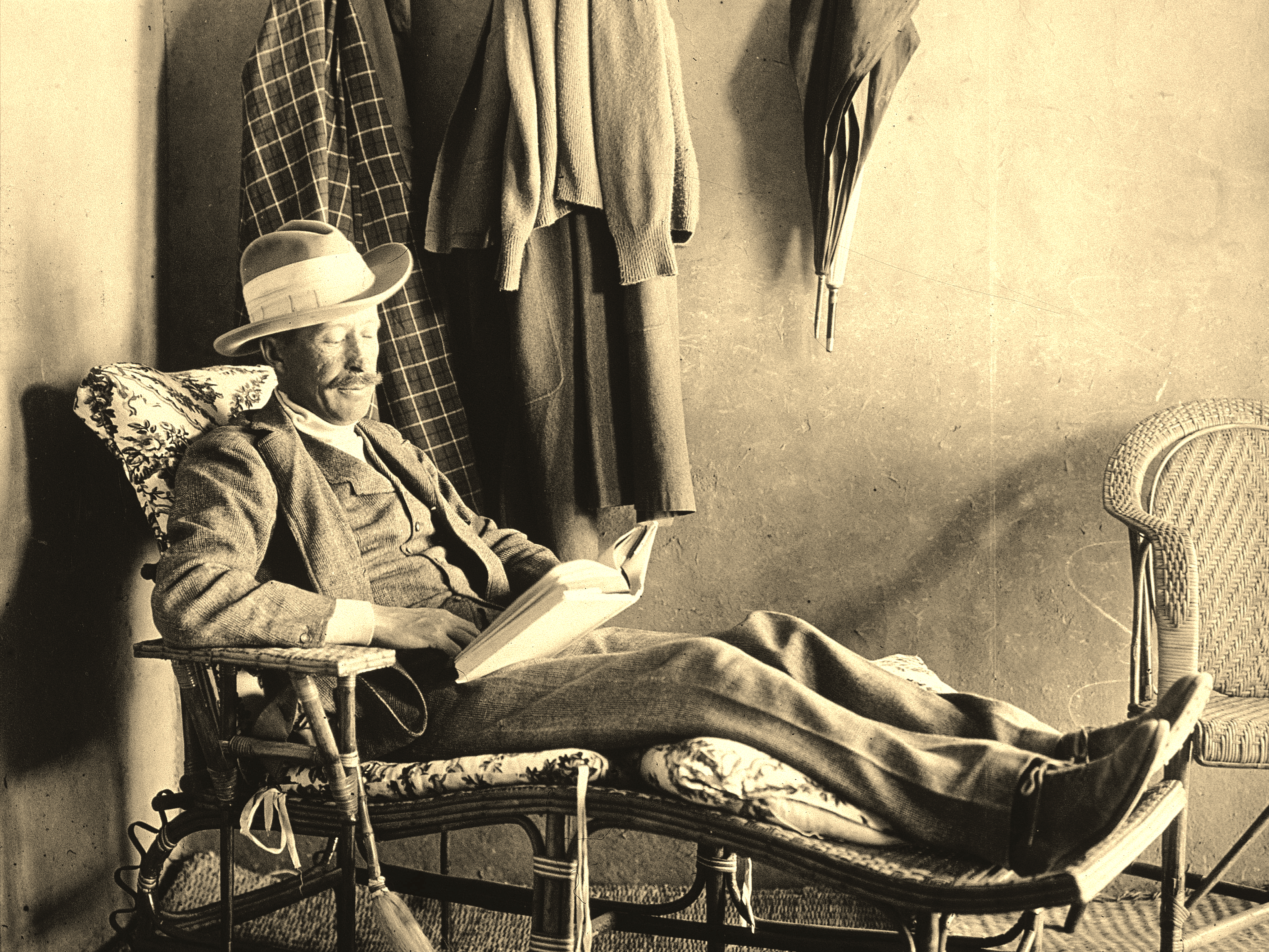
Джордж Герберт, 5-й граф Карнарвон

Его старший сын, Генри Герберт, 3-й граф Карнарвон (1800—1849), недолго заседал в Палате общин от партии тори, представляя Вуттон-Бассет (1831—1832). Его старший сын, Генри Говард Герберт, 4-й граф Карнарвон (1831—1890), видный консервативный политик, занимал должности министра колоний (1866—1867, 1874—1878), лорда-лейтенанта Ирландии (1885—1886) и лорда-лейтенанта графства Хэмпшир (1887—1890). В 1890 году ему наследовал единственный сын от первого брака — Джордж Герберт, 5-й граф Карнарвон (1866—1923). Он вместе с Говардом Картером прославился обнаружением гробницы древнеегипетского фараона Тутанхамона. Его сменил единственный сын Генри Герберт, 6-й граф Карнарвон (1898—1987). В 1987 году титул наследовал его сын Генри Герберт, 7-й граф Карнарвон (1924—2001). В настоящее время носителем титула является его старший сын, Джордж Герберт, 8-й граф Карнарвон (род. 1956).

## Другие члены семьи

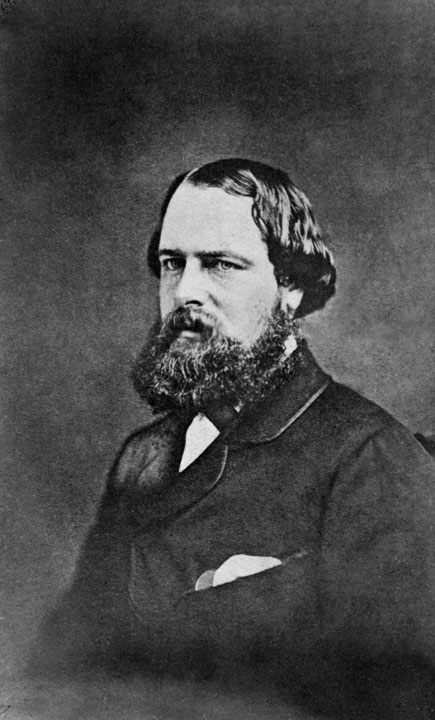
Сэр Роберт Герберт (1831—1905)

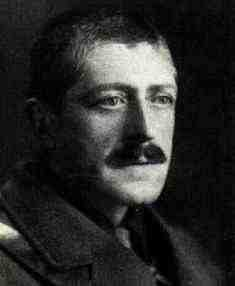
Сэр Обри Герберт (1880—1923)

- Достопочтенный Уильям Герберт (1778—1847), третий сын 1-го графа Карнарвона, был священнослужителем, поэтом и ботаником;
- Его сын Генри Уильям Герберт (1807—1858), английский романист, поэт, историк, иллюстратор, журналист;
- Сэр Роберт Джордж Уиндхэм Герберт (1831—1905), сын достопочтенного Элджернона Герберта, пятого сына первого графа Карнарвона, депутат Палаты общин, заместитель министра колоний (1871—1892);
- Достопочтенный Оберон Герберт (1838—1906), второй сын 3-го графа Карнарвона, писатель, теоретик, философ, депутат Палаты общин от Ноттингема (1870—1874). Он женился на Леди Флоренс Амабель Купер, дочери Джорджа Огастаса Фредерика Купера, 6-го графа Купера и Энн Флоренс Купер, 7-й баронессы Лукас из Крудвелла;
- Оберон Герберт (1876—1916), единственный сын предыдущего, в 1905 году после смерти своего дяди Фрэнсиса Купера, 7-го графа Купера (1834—1905), унаследовал титулы 9-го барона Лукаса из Крудвелла и 5-го лорда Дингуолла;
- Достопочтенный Обри Герберт (1880—1923), второй сын 4-го графа Карнарвона, был членом Палаты общин от Южного Сомерсета (1911—1918) и Йовила (1918—1923). Его сын Оберон Герберт (1922—1974) был специалистом по Восточной Европе.

Фамильная резиденция графов Карнарвон находится в замке Хайклер в Беркшире. Замок Хайклер является местом съемок британского сериала «Аббатство Даунтон» по сценарию Джулианa Феллоузa.

## Графы Карнарвон, первое создание (1628)
Основная статья — Барон Дормер
- 1628—1643: Роберт Дормер, 1-й граф Карнарвон (1610 — 20 сентября 1643), также 2-й барон Дормер (1616—1643) и 1-й виконт Аскотт (1628—1643), сын сэра Уильяма Дормера и внук Роберта Дормера, 1-го барона Дормера;
- 1643—1709: Чарльз Дормер, 2-й граф Карнарвон (25 октября 1632 — 29 ноября 1709), также 3-й барон Дормер и 2-й виконт Аскотт (1643—1709), старший сын предыдущего.

## Графы Карнарвон, второе создание (1714)
- 1714—1744: Джеймс Бриджес, 1-й герцог Чандос (6 января 1673 — 9 августа 1744), старший сын 8-го барона Чандоса;
- 1744—1771: Генри Бриджес, 2-й герцог Чандос (17 января 1708 — 28 ноября 1771), младший сын 1-го герцога Чандоса;
- 1771—1789: Джеймс Бриджес, 3-й герцог Чандос (27 декабря 1731 — 29 сентября 1789), единственный сын 2-го герцога Чандоса.

## Графы Карнарвон, третье создание (1793)
- 1793—1811: Генри Герберт, 1-й граф Карнарвон (20 августа 1741 — 3 июня 1811), сын генерал-майора Уильяма Герберта (1696—1757) и внук Томаса Герберта, 8-го графа Пембрука;
- 1811—1833: Генри Джордж Герберт, 2-й граф Карнарвон (3 июня 1772 — 16 апреля 1833), старший сын предыдущего;
- 1833—1849: Генри Джон Джордж Герберт, 3-й граф Карнарвон (8 июня 1800 — 10 декабря 1849), старший сын предыдущего;
- 1849—1890: Генри Говард Молино Герберт, 4-й граф Карнарвон (24 июня 1831 — 29 июня 1890), старший сын предыдущего;
- 1890—1923: Джордж Эдвард Стэнхоуп Молино Герберт, 5-й граф Карнарвон (26 июня 1866 — 5 апреля 1923), единственный сын предыдущего;
- 1923—1987: Генри Джордж Альфред Мариус Виктор Фрэнсис Герберт, 6-й граф Карнарвон (7 ноября 1898 — 22 сентября 1987), единственный сын предыдущего;
- 1987—2001: Генри Джордж Реджинальд Молино Герберт, 7-й граф Карнарвон (19 января 1924 — 10 сентября 2001), единственный сын предыдущего;
- 2001 — настоящее время: Джордж Реджинальд Оливер Молино Герберт, 8-й граф Карнарвон (род. 10 ноября 1956), старший сын предыдущего;
  - Наследник: Джордж Кеннет Оливер Молино Герберт, лорд Порчестер (род. 13 октября 1992), сын предыдущего от первого брака.